# Marie-Louise Puech
Marie-Louise Puech née Marie-Louise Milhau le 6 juillet 1876 à Castres, morte le 21 avril 1966 à Castres est une pacifiste, féministe et éditrice de journaux.

## Biographie
Marie-Louise Milhau est née le 6 juillet 1876 à Castres dans une famille bourgeoise protestante. Elle apprend l'allemand avec sa gouvernante. À la suite de son quatrième échec à l'agrégation d'allemand en 1900, elle décide de partir pour le Canada où elle deviendra professeure de littérature française à l'Université McGill de Montréal pendant huit ans. Grâce à sa maîtrise de l'anglais et de l'allemand elle rencontre de nombreux intellectuels et des hommes politiques canadiens et de nombreux étrangers. C'est durant à ce séjour initiatique et fondamental que Marie-Louise Milhau se forge le socle de ses idées internationalistes, pacifistes et féministes. Elle rentre à Paris en 1908, elle se marie avec Jules Puech, alors membre de la Ligue des Droits de l’Homme.
Autant l'un que l'autre sont passionnés par les questions internationales. Son engagement pour le pacifisme se manifeste notamment dans son travail en tant que rédactrice de la rubrique "la revue des revues" , autrement dit elle réalisait grâce à sa connaissance de l'anglais et de l'allemand la revue des revues étrangères et correspondait avec les pacifistes du monde entier dans la revue pacifiste La Paix par le Droit. Durant la Première Guerre mondiale, son mari rédacteur de la revue part sur le front, Marie-Louise Puech est alors chargée de la publication de la Paix par le Droit. Elle fait alors preuve d'ingéniosité pour réussir à faire paraître la revue malgré la censure de l'époque. Ainsi, elle réussit à ce que l'impression se fasse à Paris et non plus à Nîmes où la censure était plus forte. En parallèle à cette activité, Marie-Louise Puech s'engage pleinement dans les œuvres sociales. Marraine de guerre, elle s'engage intensément dans le Comité des dames de l'orphelinat de l'armée de terre ou encore le comité de secours national et avec des œuvres charitables protestantes.
Après la guerre, en adéquation avec ses principes, c'est tout naturellement que Marie-Louise Puech se rapproche de la Nouvelle Société des Nations. Et dès 1911, elle s'abonne au journal La Française, source de son appétence pour le féminisme.
Ses relations avec les œuvres philanthropiques protestantes lui ont permis de développer ses relations avec des féministes engagées telle que Jeanne Mélin ou encore avec Marguerite de Witt-Schlumberger, alors présidente de l'Union française pour le suffrage des femmes. En 1917, Marie-Louise Puech intègre le Conseil National des femmes françaises présidé par Julie Siegfried. En 1919, on lui propose de participer sur un projet de commission à l'Union Française pour le suffrage des femmes.. En 1920, Marie-Louise Puech devient secrétaire générale puis présidente de l'Union féminine pour la Société des Nations.
L'entre-deux-guerres est pour Marie-Louise Puech une période où elle se focalise sur ses engagements en tant que présidente de l'Union féminine pour la Société des Nations, en tant que membre de la Commission de coopération intellectuelle de la Fédération internationale des femmes diplômées des universités (FIFDU) et par son rôle de présidente du Comité de l'éducation de l'Union féminine pour la Société des Nations. Et dès 1935, elle prend part au Conseil international des femmes.
Durant la Seconde Guerre mondiale, elle fait de sa propriété à Castre une agence de sauvetage où elle accueille les femmes universitaires et étudiantes étrangères menacées par le régime nazi. Cette activité est notamment soutenue financièrement par le Comité de l'éducation de l'Union féminine pour la Société des Nations.
Marie-Louise Puech meurt en 1966.